# Долинский сельский совет (Чаплинский район)
Долинский сельский совет (укр. Долинська сільська рада) — входит в состав
Чаплинского района
Херсонской области
Украины.
Административный центр сельского совета находится в 
с. Долинское
.

## История
- 1970 — дата образования.

## Населённые пункты совета
- с. Долинское